# Zoetrope
「Zoetrope」（ゾエトロープ）は、やなぎなぎの楽曲。自身の4枚目のシングルとして2013年1月30日にジェネオン・ユニバーサルから発売された。

## 概要
前作「ラテラリティ」から約2ヶ月ぶりのリリースとなる2013年1作目のシングル。
本曲は、テレビアニメ『AMNESIA』のオープニングテーマに起用された。タイトルの「Zoetrope」は回転のぞき絵の意で、覗くたびにあたかも世界が変わって見える内容を歌詞に反映させている。曲自体ゴシック調でハープやストリングスが活躍する重厚な内容になっている。PVはタイトル通り刻々と内容が変化するものとなっている。
シングルのジャケットは回転をテーマとしており、自身をキャンバスになぞらえて純白の衣装を纏っている。カップリング曲「星々の渡り鳥」は、同アニメ第12話（最終話）のエンディングテーマに起用された。

## 収録曲
- 規格品番：GNCA-0250
- 合計時間：21分18秒[1]
- 全作詞：やなぎなぎ

CD
1. Zoetrope [4:19][1]
  - 作曲・編曲：斎藤真也
  - テレビアニメ『AMNESIA』オープニングテーマ
2. 星々の渡り鳥 [4:01][1]
  - 作曲・編曲：斎藤真也
  - テレビアニメ『AMNESIA』第12話エンディングテーマ
3. replica [2:17][1]
  - 作曲：やなぎなぎ、編曲：河野伸・やなぎなぎ
4. Zoetrope（instrumental）
5. 星々の渡り鳥（instrumental）
6. replica（instrumental）